# Wikipedia tiếng Hàn Quốc
Wikipedia tiếng Triều Tiên hay Wikipedia tiếng Hàn Quốc (tiếng Hàn Quốc: 한국어 위키백과, đã Latinh hoá: Han-gugeo Wikibaekgwa) là phiên bản tiếng Triều Tiên của Wikipedia, bách khoa toàn thư mở. Phiên bản này được thiết lập vào tháng 10 năm 2002 và đạt 10.000 bài vào ngày 4 tháng 6 năm 2005. Đến thời điểm giữa tháng 12 năm 2010, phiên bản này đã có hơn 150.000 bài, là phiên bản có số bài nhiều thứ 21.